# Modest Busquets i Torroja
Modest Busquets i Torroja (Reus, 27 de setembre de 1831 - Barcelona, 1880) fou un autor dramàtic, germà de Marçal Busquets i Torroja i pare de Modest Busquets Oliva.
Argenter d'ofici i amb pocs estudis però aficionat a la literatura, publicà alguns textos, tant en prosa com en vers, a periòdics de Reus i Tarragona. El 1860 es traslladà a Barcelona, on va dirigir La gorra de Cop, un setmanari satíric que va sortir a Barcelona (1875-1876) fundat per Josep Verdú i El Robinsón, també barceloní (1873-?). Va treballar a la casa editorial "La Maravilla", on el seu germà hi tenia un càrrec important. Es dedicà, com el seu germà, a escriure obres de teatre, de caràcter senzill i popular, normalment curtes, d'un sol acte. L'historiador reusenc Andreu de Bofarull diu que va escriure una sarsuela en vers "Brams d'ase no pujan al cel", que es conserva manuscrita a la Biblioteca Nacional de Madrid.
Obra dramàtica
- Sistema Raspail: comèdia bilingüe en vers i en un acte. Barcelona: Estampa de Lluis Tasso, 1866. Estrenada al Teatre Romea de Barcelona el 24 de gener de 1866.
- La cuestió són quartos: joguina còmica en 1 acte i en vers. Barcelona: Imprenta de la V. é H. de Gaspar, 1867. Estrenada al Teatre de l'Odèon de Barcelona el dia 8 d'abril de 1867.
- Amor i gratitud: drama bilingüe en un pròleg i 2 actes, original i en vers. Barcelona: Salvador Manero, editor, 1868.
- "Paraula de rei: Sarsuela en 1 acte". Música de Nicolau Manent. Estrenada al Teatre Tívoli de Barcelona. 1887 [Manuscrit]